# 吉乐乡 (普格县)
吉乐乡，是中华人民共和国四川省凉山彝族自治州普格县曾经下辖的一个乡。2021年1月12日，撤销吉乐乡，其所属行政区域为日都迪萨镇的行政区域。

## 行政区划
吉乐乡撤销前下辖以下地区：
团结村、俄木村和新建村。